# Maros István
Maros István (Nyíregyháza, 1941. június 1. – Budapest, 2023. április 20.) magyar matematikus, egyetemi tanár, Maros András író apja.

## Életpályája
Az ELTE-n 1964-ben szerzett kitüntetéses matematikusi oklevelet. A matematikai tudományok kandidátusa (1981), egyetemi doktor (1983), az  MTA doktora (2006).  
1968-ig a  Közlekedési és Postaügyi Minisztérium (KPM) Autóközlekedési Vezérigazgatóság matematikusa, majd 1975-ig a Nehézipari Minisztérium Ipargazdasági és Üzemszervezési Intézetében (NIM IGÜSZI) a matematikai osztály vezetője volt. Utána 1985-ig az Infelor-SZÁMKI-SZÁMALK operációkutatási osztályát vezette, majd 1990-ig az MTA SZTAKI Alkalmazott Matematikai Főosztályának a vezetője volt.  
Később vendégprofesszor az Amerikai Egyesült Államok és az Egyesült Királyság különböző egyetemein (Rutgers University, Ney Jersey; Brunel University, London; Imperial College, London). 2006-ban hazatért, és a veszprémi Pannon Egyetemen egyetemi tanári kinevezést kapott, ahol 2012-ig dolgozott. 
Kutatási területei: operációkutatás és alkalmazásai, döntésmodellezés, lineáris és nemlineáris programozás, az optimalizálás számítástudományi módszerei, optimalizálási módszertan orvosi képfeldolgozás segítésére. Alapvető jelentőségűek a lineáris programozás területén írt algoritmusai, angol és magyar nyelvű monográfiái.

## Elismerései
- Farkas Gyula-emlékdíj (Bolyai János Matematikai Társulat, 1976)
- Kalmár-díj (NJSZT, 1991)
- Egerváry Jenő-emlékplakett (MOT, 2011)
- Fejes Tóth László-díj (PE, 2018)
- Prékopa András-díj és emlékérem (2022)

## Szakmai társasági tagságok
- Society for Industrial and Applied Mathematics (SIAM, 1998)
- The Mathematical Programming Society (MPS, 1981)
- Magyar Operációkutatási Társaság, alapító tag (1991)
- Neumann János Számítógép-tudományi Társaság (1976)
- Bolyai János Matematikai Társulat (1969)